# Rōjū
Il Rōjū (老中?), normalmente tradotto con 'Anziano', era una delle più alte cariche di governo durante lo shogunato Tokugawa nel periodo Edo in Giappone. Il termine si riferisce sia ai singoli Anziani, o a tutto il Concilio degli Anziani; durante i primi due shōgun c'erano soltanto due Rōjū. Il numero fu incrementato a cinque e successivamente ridotto a quattro. I Rōjū erano designati dal rango di fudai daimyō con domini di valore tra 25.000 e 50.000 koku.

## Doveri
I "Rōjū" avevano una serie di responsabilità, chiaramente delineate nell'ordinanza del 1634 che riorganizzò il governo e creò un certo numero di nuovi posti:
1. Relazioni con il Trono, la Corte ed i principi-abate.
2. Supervisione di quei daimyō che controllavano terre dal valore di almeno 10.000 koku.
3. Gestione dei documenti ufficiali nelle comunicazioni ufficiali.
4. Supervisione delle affari interni dei domini dello Shogun.
5. Conio, opere pubbliche ed infeudamento.
6. Relazioni governative e supervisione dei monasteri e dei santuari.
7. Compilazione di mappe, grafici e altri archivi di governo.

I Rōjū non servivano in simultanea ma a rotazione, servivano lo shogun un mese alla volta, comunicando con esso attraverso un ciambellano chiamato Soba-yōnin. Tuttavia i Rōjū erano anche membri del concilio Hyōjōsho, assieme ai Ō-Metsuke ed a reppresentative dei vari Bugyō. Come parte del Hyōjōsho, i Rōjū a volte svolgevano un ruolo simile alla corte suprema, risolvendo dispute di successione ed controverse di stato.
Tuttavia durante lo shogunato di Tokugawa Tsunayoshi (1680–1709) i Rōjū persero tutto il loro potere, quando lo shogun iniziò a lavorare a più stretto contatto con i Tairō, ciambellani ed altri, incluso Yanagisawa Yoshiyasu che deteneva il potere del Tairō, ma non il titolo. I Rōjū divennero poco più che messaggeri, diventando intermediari tra lo shogun e altri uffici,ma non esercitando più nessuna influenza politica.
Anche dopo la morte di Tsunayoshi i Rōjū non riconquistarno più il vecchio potere. Tuttavia continuarono ad esistere come posto di governo e nel concilio.

## Lista deiRōjū
Con Tokugawa Ieyasu
- Ōkubo Tadachika (大久保忠隣)(1593–1614)
- Ōkubo Nagayasu (大久保長安)(1600–1613)
- Honda Masanobu (本多正信)(1600–1615)
- Naruse Masanari (成瀬正成)(1600–1616)
- Andō Naotsugu (安藤直次)(1600–1616)
- Honda Masazumi (本多正純)(1600–1622)
- Naitō Kiyonari (内藤清成)(1601–1606)
- Aoyama Tadanari (青山忠成)(1601–1606)

Con Tokugawa Hidetada
- Aoyama Narishige (青山成重)(1608–1613)
- Sakai Tadatoshi (酒井忠利)(1609–1627)
- Sakai Tadayo (酒井忠世)(1610–1634)
- Dōi Toshikatsu (土井利勝)(1610–1638)
- Andō Shigenobu (安藤重信)(1611–1621)
- Naitō Kiyotsugu (内藤清次)(1616–1617)
- Aoyama Tadatoshi (青山忠俊)(1616–1623)
- Inoue Masanari (井上正就)(1617–1628)
- Nagai Naomasa (永井尚政)(1622–1633)

Con Tokugawa Iemitsu
- Abe Masatsugu (阿部正次)(1623–1626)
- Inaba Masakatsu (稲葉正勝)(1623–1634)
- Naitō Tadashige (内藤忠重)(1623–1633)
- Sakai Tadakatsu (酒井忠勝)(1624–1638)
- Morikawa Shigetoshi (森川重俊)(1628–1632)
- Aoyama Yukinari (青山幸成)(1628–1633)
- Matsudaira Nobutsuna (松平信綱)(1632–1662)
- Abe Tadaaki (阿部忠秋)(1633–1666)
- Hotta Masamori (堀田正盛)(1635–1651)
- Abe Shigetsugu (阿部重次)(1638–1651)
- Matsudaira Norinaga (松平乗寿)(1642–1654)

Con Tokugawa Ietsuna
- Sakai Tadakiyo (酒井忠清)(1653–1666)
- Inaba Masanori (稲葉正則)(1657–1681)
- Kuze Hiroyuki (久世広之)(1663–1679)
- Itakura Shigenori (板倉重矩)(1665–1668, 1670–1673)
- Tsuchiya Kazunao (土屋数直)(1665–1679)
- Abe Masayoshi (阿部正能)(1673–1676)
- Ōkubo Tadatomo (大久保忠朝)(1677–1698)
- Hotta Masatoshi (堀田正俊)(1679–1681)
- Dōi Toshifusa (土井利房)(1679–1681)
- Itakura Shigetane (板倉重種)(1680–1681)

Con Tokugawa Tsunayoshi
- Toda Tadamasa (戸田忠昌)(1681–1699)
- Abe Masatake (阿部正武)(1681–1704)
- Matsudaira Nobuyuki (松平信之)(1685–1686)
- Tsuchiya Masanao (土屋政直)(1687–1718)
- Ogasawara Nagashige (小笠原長重)(1697–1705, 1709–1710)
- Akimoto Takatomo (秋元喬知)(1699–1707)
- Inaba Masamichi (稲葉正往)(1701–1707)
- Honda Masanaga (本多正永)(1704–1711)
- Ōkubo Tadamasu (大久保忠増)(1705–1713)
- Inoue Masamine (井上正岑)(1705–1722)

Con Tokugawa Ienobu and Ietsugu
- Abe Masataka (阿部正喬)(1711–1717)
- Kuze Shigeyuki (久世重之)(1713–1720)
- Matsudaira Nobutsune (松平信庸)(1714–1716)
- Toda Tadazane (戸田忠真)(1714–1729)

Con Tokugawa Yoshimune
- Mizuno Tadayuki (水野忠之)(1717–1730)
- Andō Nobutomo (安藤信友)(1722–1732)
- Matsudaira Norisato (松平乗邑)(1723–1745)
- Matsudaira Tadachika (松平忠周)(1724–1728)
- Ōkubo Tsuneharu (大久保常春)(1728)
- Sakai Tadaoto (酒井忠音)(1728–1735)
- Matsudaira Nobutoki (松平信祝)(1730–1744)
- Matsudaira Terusada (松平輝貞)(1730–1745)
- Kuroda Naokuni (黒田直邦)(1732–1735)
- Honda Tadanaga (本多忠良)(1734–1746).[2]
- Toki Yoritoshi (土岐頼稔)(1742–1744)
- Sakai Tadazumi (酒井忠恭)(1744–1749)
- Matsudaira Norikata (松平乗賢)(1745–1746)
- Hotta Masasuke (堀田正亮)(1745–1761)

Con Tokugawa Ieshige
- Nishio Tadanao (西尾忠尚)(1746–1760)
- Honda Masayoshi (本多正珍)(1746–1758)
- Matsudaira Takechika (松平武元)(1746–1779)
- Sakai Tadayori (酒井忠寄)(1749–1764)
- Matsudaira Terutaka (松平輝高)(1758–1781)
- Inoue Masatsune (井上正経)(1760–1763)
- Akimoto Sumitomo (秋元凉朝)(1747–1764, 1765–1767)

Con Tokugawa Ieharu
- Matsudaira Yasutoshi (松平康福)(1762–1788)
- Abe Masasuke (阿部正右)(1764–1769)
- Itakura Katsukiyo (板倉勝清)(1769–1780)
- Tanuma Okitsugu (田沼意次)(1769–1786)
- Abe Masachika (阿部正允)(1780)
- Kuze Hiroakira (久世広明)(1781–1785)
- Mizuno Tadatomo (水野忠友)(1781–1788, 1796–1802)
- Torii Tadaoki (鳥居忠意)(1781–1793)
- Makino Sadanaga (牧野貞長)(1784–1790)

Con Tokugawa Ienari
- Abe Masatomo (阿部正倫)(1787–1788)
- Matsudaira Sadanobu (松平定信)(1787–1793)
- Matsudaira Nobuakira (松平信明)(1788–1803, 1806–1817)
- Matsudaira Norisada (松平乗完)(1789–1793)
- Honda Tadakazu (本多忠籌)(1790–1798)
- Toda Ujinori (戸田氏教)(1790–1806)
- Ōta Sukeyoshi (太田資愛)(1793–1801)
- Andō Nobunari (安藤信成)(1793–1810)
- Makino Tadakiyo (牧野忠精)(1801–1816, 1828–1831)
- Dōi Toshiatsu (土井利厚)(1802–1822)
- Aoyama Tadahiro (青山忠裕)(1804–1835)
- Matsudaira Noriyasu (松平乗保)(1810–1826)
- Sakai Tadayuki (酒井忠進)(1815–1828)
- Mizuno Tadanari (水野忠成)(1817–1834)
- Abe Masakiyo (阿部正精)(1817–1823)
- Ōkubo Tadazane (大久保忠真)(1818–1837)
- Matsudaira Norihiro (松平乗寛)(1822–1839)
- Matsudaira Terunobu (松平輝延)(1823–1825)
- Uemura Ienaga (植村家長)(1825–1828)
- Matsudaira Yasutō (松平康任)(1826–1835)
- Mizuno Tadakuni (水野忠邦)(1828–1843, 1844–1845)
- Matsudaira Muneakira (松平宗発)(1831–1840)
- Ōta Sukemoto (太田資始)(1834–1841, 1858–1859, 1863)
- Wakisaka Yasutada (脇坂安董)(1836–1841)
- Matsudaira Nobuyori (松平信順)(1837)
- Hotta Masayoshi (堀田正睦)(1837–1843, 1855–1858)

Con Tokugawa Ieyoshi
- Dōi Toshitsura (土井利位)(1838–1844)
- Inoue Masaharu (井上正春)(1840–1843)
- Manabe Akikatsu (間部詮勝)(1840–1843, 1858–1859)
- Sanada Yukitsura (真田幸貫)(1841–1844)
- Hori Chikashige (堀親寚)(1843–1845)
- Toda Tadaharu (戸田忠温)(1843–1851)
- Makino Tadamasa (牧野忠雅)(1843–1857)
- Abe Masahiro (阿部正弘)(1843–1857)
- Aoyama Tadanaga (青山忠良)(1844–1848)
- Matsudaira Noriyasu (松平乗全)(1845–1855, 1858–1860)
- Matsudaira Tadakata (松平忠優)(1848–1855, 1857–1858)
- Kuze Hirochika (久世広周)(1851–1858, 1860–1862)
- Naitō Nobuchika (内藤信親)(1851–1862)

Con Tokugawa Iesada
- Wakisaka Yasuori (脇坂安宅)(1857–1860, 1862)

Con Tokugawa Iemochi e Yoshinobu
- Andō Nobumasa (安藤信正)(1860–1862)
- Honda Tadamoto (本多忠民)(1860–1862, 1864–1865)
- Matsudaira Nobuyoshi (松平信義)(1860–1863)
- Ogasawara Nagamichi (小笠原長行)(1862–1863, 1865, 1866–1868)
- Itakura Katsukiyo (板倉勝静)(1862–1864, 1865–1868)
- Inoue Masanao (井上正直)(1862–1864)
- Mizuno Tadakiyo (水野忠精)(1862–1866)
- Sakai Tadashige (酒井忠績)(1863–1864)
- Arima Michizumi (有馬道純)(1863–1864)
- Makino Tadayuki (牧野忠恭)(1863–1865)
- Matsumae Takahiro (松前崇広)(1864–1865)
- Abe Masato (阿部正外)(1864–1865)
- Suwa Tadamasa (諏訪忠誠)(1864–1865)
- Inaba Masakuni (稲葉正邦)(1864–1865, 1866–1868)
- Matsudaira Munehide (松平宗秀)(1864–1866)
- Inoue Masanao (井上正直)(1865–1867)
- Matsudaira Yasuhide (松平康英)(1865–1868)
- Mizuno Tadanobu (水野忠誠)(1866)
- Matsudaira Norikata (松平乗謨)(1866–1868)
- Inaba Masami (稲葉正巳)(1866–1868)
- Matsudaira Sadaaki (松平定昭)(1867)
- Ōkōchi Masatada (大河内正質)(1867–1868)
- Sakai Tadatō (酒井忠惇)(1867–1868)
- Tachibana Taneyuki (立花種恭)(1868)